# Nador (Algeria)
Nador è un comune dell'Algeria situato al nord del paese nella provincia di Tipasa. Gli abitanti della città sono di etnia e lingua berbera.